# Rhein-IJssel-Express
| Karte des Zuglaufs |                                                 |                                      |                                      |
| Streckenlänge: | 123 km                                          |                                      |                                      |
| |                                                 |                                      |                                      |
| Provinz (NL): Bundesland (D): | Gelderland Nordrhein-Westfalen                  |                                      |                                      |
| Auftraggeber: | VRR, NWL, Provincie Gelderland                  |                                      |                                      |
| Betreiber: | VIAS                                            |                                      |                                      |
| Zuglauf |                                                 |                                      |                                      |
| \| \| 122,9 \| Arnhem Centraal \| ICE, IC \| \| \| 108,9 \| Zevenaar \| Zevenaar \| \| \| 103,8 \| Staatsgrenze Niederlande/Deutschland \| Staatsgrenze Niederlande/Deutschland \| \| \| 100,8 \| Emmerich-Elten \| Emmerich-Elten \| \| \| 92,0 \| Emmerich \| Emmerich \| \| \| 85,8 \| Praest \| Praest \| \| \| 81,6 \| Millingen (b Rees) \| Millingen (b Rees) \| \| \| 79,9 \| Empel-Rees \| Empel-Rees \| \| \| 76,0 \| Haldern (Rheinland) \| Haldern (Rheinland) \| \| \| 70,3 \| Mehrhoog \| Mehrhoog \| \| \| 60,5 \| Wesel-Feldmark \| Wesel-Feldmark \| \| \| \| \| \| \| \| 78,3 \| Bocholt \| Bocholt \| \| \| 75,3 \| Bocholt-Mussum (geplant) \| Bocholt-Mussum (geplant) \| \| \| 71,1 \| Hamminkeln-Dingden \| Hamminkeln-Dingden \| \| \| 67,1 \| Hamminkeln \| Hamminkeln \| \| \| 62,6 \| Wesel-Blumenkamp \| Wesel-Blumenkamp \| \| \| 57,9 \| Wesel \| Wesel \| \| \| \| Flügelung in Wesel \| \| \| \| 54,4 \| Friedrichsfeld (Niederrhein) \| Friedrichsfeld (Niederrhein) \| \| \| 50,0 \| Voerde (Niederrhein) \| Voerde (Niederrhein) \| \| \| 45,1 \| Dinslaken \| Dinslaken \| \| \| 38,9 \| Oberhausen-Holten \| Oberhausen-Holten \| \| \| 35,4 \| Oberhausen-Sterkrade \| Oberhausen-Sterkrade \| \| \| 31,2 \| Oberhausen Hbf \| ICE, IC \| \| \| 23,6 \| Duisburg Hbf \| ICE, IC, THA, FLX \| \| \| 8,2 \| Düsseldorf Flughafen \| ICE, IC, THA \| \| \| 0 \| Düsseldorf Hbf \| ICE, IC, THA, FLX \| |                                                 |                                      |                                      |
| Haltepunkte: | 25                                              |                                      |                                      |
| technische Details |                                                 |                                      |                                      |
| Triebwagen: | Flirt 3                                         |                                      |                                      |
| Streckenlänge: | nach Arnhem 122,9 km                            |                                      |                                      |
| Streckenlänge: | nach Bocholt 78,3 km                            |                                      |                                      |
| Höchstgeschwindigkeit: | nach Arnhem 160 km/h                            |                                      |                                      |
| Höchstgeschwindigkeit: | nach Bocholt 0160 km/h, Wesel–Bocholt 0100 km/h |                                      |                                      |
| Kopfbahnhof Streckenanfang | 122,9                                           | Arnhem Centraal                      | ICE, IC                              |
| Bahnhof | 108,9                                           | Zevenaar                             | Zevenaar                             |
| Grenze | 103,8                                           | Staatsgrenze Niederlande/Deutschland | Staatsgrenze Niederlande/Deutschland |
| Haltepunkt / Haltestelle | 100,8                                           | Emmerich-Elten                       | Emmerich-Elten                       |
| Bahnhof | 92,0                                            | Emmerich                             | Emmerich                             |
| Haltepunkt / Haltestelle | 85,8                                            | Praest                               | Praest                               |
| Haltepunkt / Haltestelle | 81,6                                            | Millingen (b Rees)                   | Millingen (b Rees)                   |
| Bahnhof | 79,9                                            | Empel-Rees                           | Empel-Rees                           |
| Haltepunkt / Haltestelle | 76,0                                            | Haldern (Rheinland)                  | Haldern (Rheinland)                  |
| Bahnhof | 70,3                                            | Mehrhoog                             | Mehrhoog                             |
| Haltepunkt / Haltestelle | 60,5                                            | Wesel-Feldmark                       | Wesel-Feldmark                       |
| Verschwenkung von links |                                                 |                                      |                                      |
| Strecke · Kopfbahnhof Streckenanfang | 78,3                                            | Bocholt                              | Bocholt                              |
| Strecke · ehemaliger Haltepunkt / Haltestelle | 75,3                                            | Bocholt-Mussum (geplant)             | Bocholt-Mussum (geplant)             |
| Strecke · Haltepunkt / Haltestelle | 71,1                                            | Hamminkeln-Dingden                   | Hamminkeln-Dingden                   |
| Strecke · Bahnhof | 67,1                                            | Hamminkeln                           | Hamminkeln                           |
| Strecke · Haltepunkt / Haltestelle | 62,6                                            | Wesel-Blumenkamp                     | Wesel-Blumenkamp                     |
| Bahnhof · Bahnhof | 57,9                                            | Wesel                                | Wesel                                |
| Verschwenkung nach links · Verschwenkung nach rechts |                                                 | Flügelung in Wesel                   | Flügelung in Wesel                   |
| Haltepunkt / Haltestelle | 54,4                                            | Friedrichsfeld (Niederrhein)         | Friedrichsfeld (Niederrhein)         |
| Haltepunkt / Haltestelle | 50,0                                            | Voerde (Niederrhein)                 | Voerde (Niederrhein)                 |
| Bahnhof | 45,1                                            | Dinslaken                            | Dinslaken                            |
| Haltepunkt / Haltestelle | 38,9                                            | Oberhausen-Holten                    | Oberhausen-Holten                    |
| Bahnhof | 35,4                                            | Oberhausen-Sterkrade                 | Oberhausen-Sterkrade                 |
| Bahnhof | 31,2                                            | Oberhausen Hbf                       | ICE, IC                              |
| Bahnhof | 23,6                                            | Duisburg Hbf                         | ICE, IC, THA, FLX                    |
| Bahnhof | 8,2                                             | Düsseldorf Flughafen                 | ICE, IC, THA                         |
| Kopfbahnhof Streckenende | 0                                               | Düsseldorf Hbf                       | ICE, IC, THA, FLX                    |

Der Rhein-IJssel-Express (RE 19) ist eine dem Niederrhein-Netz zugehörige stündlich verkehrende, grenzüberschreitende Regional-Express-Linie in Nordrhein-Westfalen und der niederländischen Provinz Gelderland. Sie verbindet Düsseldorf am Rhein, Oberhausen und Emmerich mit Arnheim an der IJssel bzw. mit Bocholt.
Nach erfolgter Elektrifizierung der Bahnstrecke Wesel–Bocholt im Februar 2022 wurde die Linie in den RE 19 integriert und wird seither in Wesel nach Bocholt geflügelt, sodass eine umsteigefreie Verbindung von Düsseldorf nach Bocholt besteht.
Mit dem Maas-Wupper-Express (RE 13), LIMAX (RE 18), euregioAIXpress (S 41), Westmünsterland-Bahn (RB 51), Wiehengebirgs-Bahn (RB 61) und Euregio-Bahn (RB 64) gibt es 6 weitere internationale Regionalzug-Linien in Nordrhein-Westfalen.
Die unentgeltliche Beförderung für Schwerbehinderte gilt nur auf dem deutschen Streckenabschnitt.

## Geschichte

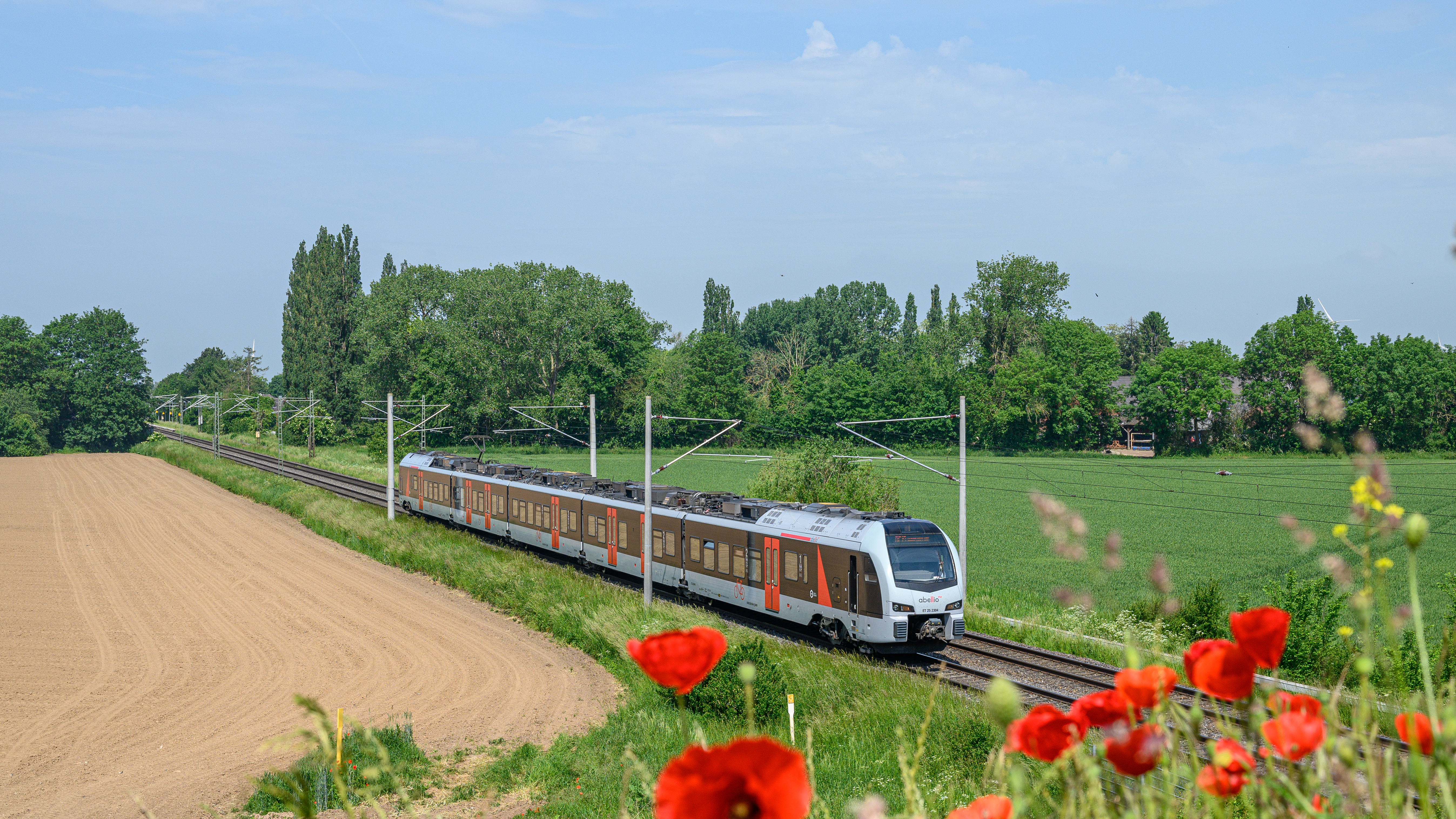
Rhein-IJssel-Express bei Praest

Die Linie RE 19 wurde mit dem Fahrplanwechsel zum 11. Dezember 2016 eingeführt. Zuvor verkehrte auf der Bahnstrecke Oberhausen–Arnhem die Regionalbahn-Linie Der Weseler (ehemals RB 35), welche 1998 mit der Einführung des NRW-Takts entstand. Der Weseler verband bis zum Dezember 2016 Duisburg und Wesel und verkehrte lediglich in der Hauptverkehrszeit (HVZ) in Lastrichtung bis Emmerich bzw. Düsseldorf oder Köln. Die Linie wurde mit Triebfahrzeugen der Baureihe 425/426 sowie (zumeist in der HVZ) mit lokbespannten Zügen mit n-Wagen von DB Regio NRW bedient.
Mit dem auslaufenden Vertragsende zum Dezember 2016 zwischen der DB Regio NRW und dem VRR wurde das gesamte rechte Niederrhein-Netz neu ausgeschrieben. Hierbei war auch eine grenzüberschreitenden Nahverkehrslinie vorgesehen. Die Ausschreibung für das Niederrhein-Netz und damit auch die internationale Linie gewann Abellio Rail NRW. Die Linie RE 19 nahm zum Fahrplanwechsel am 11. Dezember 2016 den Betrieb auf – allerdings zunächst nur auf dem Abschnitt von Emmerich bis Düsseldorf. Erst seit dem 6. April 2017 verkehrt der Rhein-IJssel-Express ab Emmerich weiter über Zevenaar bis Arnheim. In Arnheim bestehen Anschlüsse an das nationale Intercity-Netz der Niederländischen Eisenbahnen sowie zu regionalen Sprinter- und Stoptreinverbindungen. Zwischen Zevenaar und Arnheim ergänzt der RE 19 die niederländischen Stoptreinlinien Arnheim–Doetinchem–Winterswijk und Arnheim–Doetinchem auf der Bahnstrecke Zevenaar–Winterswijk.
Seit Einstellung der Eilzugverbindungen zwischen Amsterdam und Köln in den 1980er Jahren gab es auf der Bahnstrecke Oberhausen–Arnhem keinen grenzüberschreitenden Nahverkehr. Es existierten nur Buslinien und eine Intercity-Express-Linie. Lediglich vom Dezember 2005 bis Juni 2006 betrieb das niederländische Nahverkehrsunternehmen Syntus zu Testzwecken die Regionalbahn-Linie Der Arnheimer (RB 34) zwischen Emmerich und Arnheim.
Ein weiterer Bestandteil der Ausschreibung zum Dezember 2016 war die Bedienung der nicht elektrifizierten Bahnstrecke Wesel–Bocholt. Auf dieser Verbindung wurde die Regionalbahn-Linie Der Bocholter (ehemals RB 32) von Wesel nach Bocholt eingeführt. Unter der Annahme, dass die Elektrifizierung der Bahnstrecke zum Dezember 2021 abgeschlossen und somit eine Flügelung der Linie RE 19 in Wesel möglich ist, wurde die Liniennummer RB 32 im Vorfeld des Fahrplanwechsels 2019 der Linie Rhein-Emscher-Bahn zugeteilt, womit die Linie Der Bocholter eine neue Liniennummer bekam. Die Linie trug seitdem die Linienkennung RE 19a. Seit Fertigstellung der Elektrifizierung im Februar 2022 ist Der Bocholter als RE 19 unterwegs.
Nach dem Ausscheiden des Bahnunternehmens Abellio im Bahnverkehr in Nordrhein-Westfalen Ende Januar 2022 wurde der Rhein-IJssel-Express von der VIAS Rail GmbH, einem privaten mittelständischen Anbieter aus Düren, übernommen.

## Angebot
Die Linien verkehren täglich zwischen 5 und 23 Uhr. Zusammen mit dem Rhein-Express (RE 5 (RRX)) und dem Wupper-Lippe-Express (RE 49) wird so von Montag bis Freitag auf dem Abschnitt von Wesel und Oberhausen ein angenäherter 20-Minuten-Takt, samstags und sonntags ein Halbstundentakt angeboten. Auf dem Abschnitt Wesel – Düsseldorf wird von Montag bis Freitag zusammen mit dem Rhein-Express (RE 5 nach Koblenz) ein Halbstundentakt angeboten, zudem kommen in der Hauptverkehrszeit zwischen 6 und 9 Uhr und zwischen 16 und 18 Uhr zusätzliche Züge zum Einsatz.

## Fahrzeuge

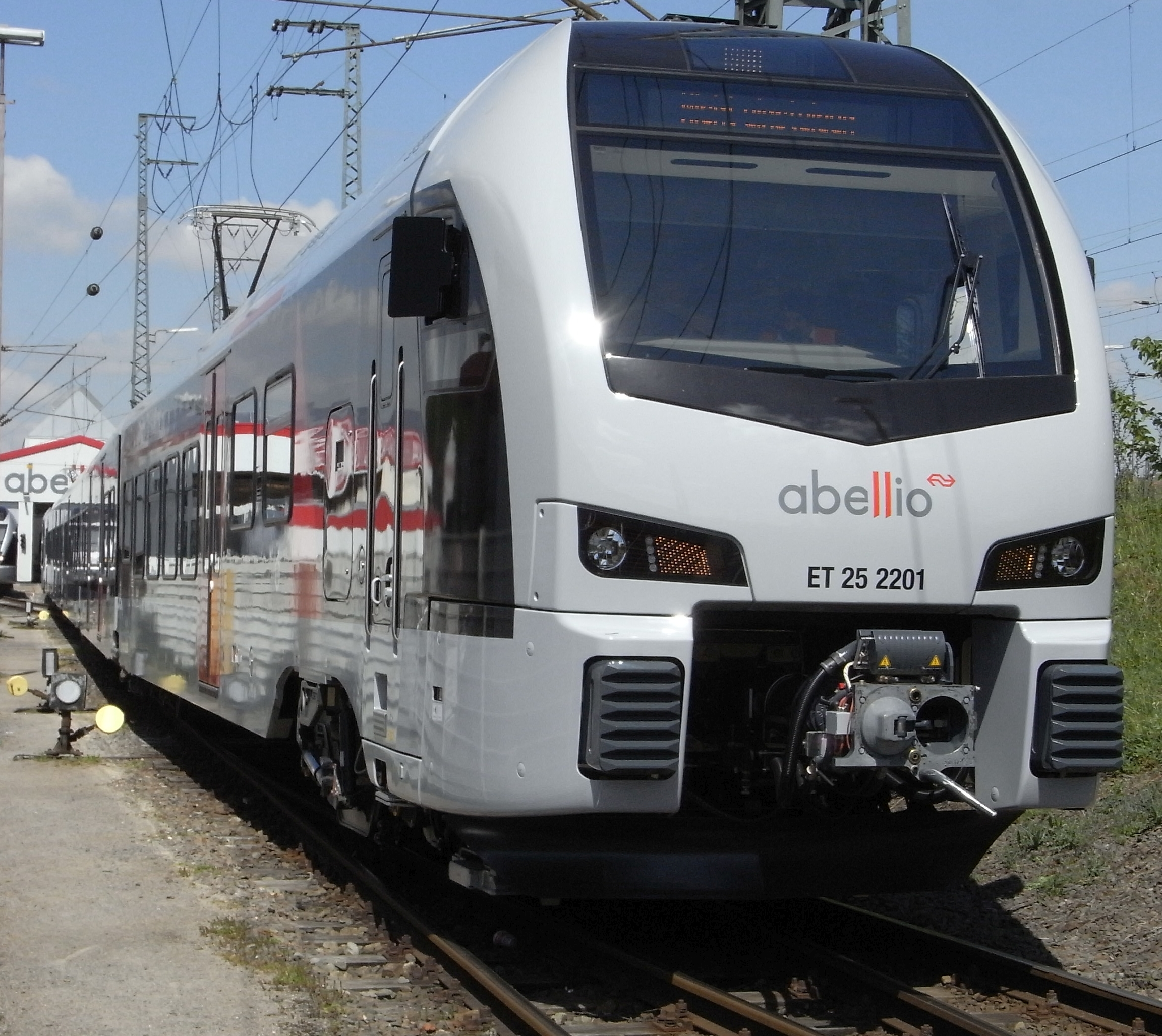
Für den Rhein-IJssel-Express bestimmter Triebzug im Abellio-Betriebswerk, April 2016

Auf der Linie RE 19 kommen Fahrzeuge vom Typ Stadler Flirt 3 zum Einsatz. Abellio erwarb für die Linien RE 19,  und RB 35 insgesamt 21 Triebwagen dieses Typs. Sieben von diesen Triebwagen sind Mehrsystemfahrzeuge, welche für die Streckenabschnitte Düsseldorf–Elten (15 kV 16,7 Hz ~), Elten–Zevenaar (Übergang zur Betuweroute) (25 kV 50 Hz ~) und Zevenaar–Arnhem (1,5 kV =) benötigt werden. Auf dem anderen Abschnitt nach Bocholt werden Einsystemfahrzeuge des Flirt eingesetzt, Düsseldorf–Bocholt (15 kV 16,7 Hz). Auch beim nachfolgenden Betreiber VIAS werden diese eingesetzt.
Für die Instandhaltung der Fahrzeuge unterhält der Betreiber eine Werkstatt in unmittelbarer Nähe des Duisburger Hauptbahnhofs.

## Zuglauf
Die Regional-Express-Linien befahren folgende Bahnstrecken:
RE 19:
- Bahnstrecke Köln–Duisburg von Düsseldorf bis Duisburg
- Bahnstrecke Duisburg–Dortmund von Duisburg bis Oberhausen
- Bahnstrecke Oberhausen–Arnhem auf kompletter Länge
- Bahnstrecke Wesel–Bocholt auf kompletter Länge
- Bahnstrecke Empel-Rees-Münster im Bahnhof Bocholt

## Hellweg-Express
In der Anfangszeit des NRW-Taktes gab es von 1998 bis 2002 bereits eine Regional-Express-Linie, die die Bezeichnung RE 19 trug. Diese von DB Regio NRW betriebene Verbindung führte von Dortmund über Unna nach Warburg und wurde zum Fahrplanwechsel am 15. Dezember 2002 durch die Linien RB 59 (Hellweg-Bahn) und RB 89 ersetzt.